# 耶尔德兹宫

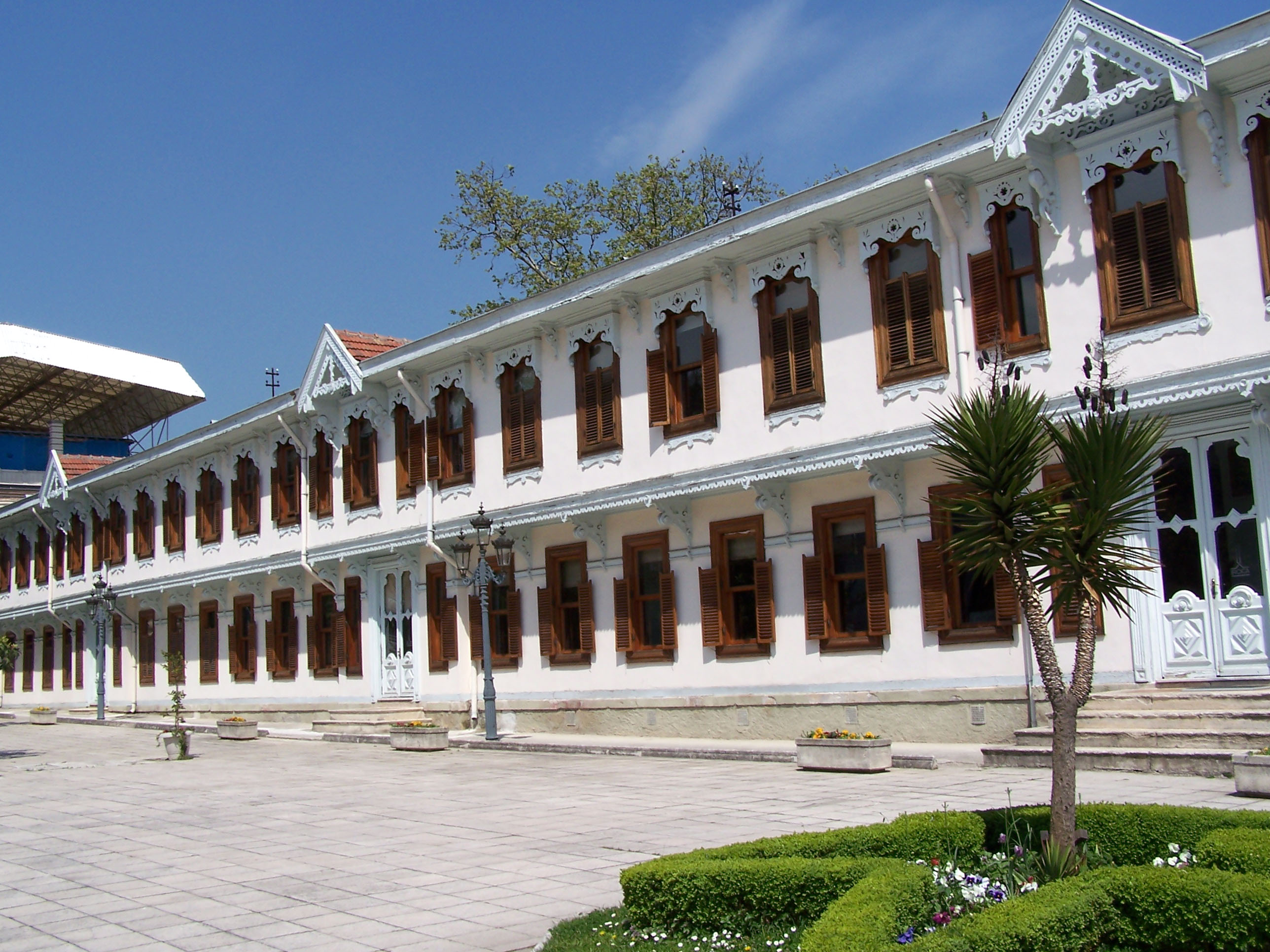
耶尔德兹宫

耶尔德兹宫（土耳其語：Yıldız Sarayı），意为“星宫”，是19世纪后期奥斯曼帝国苏丹的離宮，位于土耳其伊斯坦布尔的贝西克塔斯区。

## 历史
耶尔德兹宫的所在地原为天然林地，在艾哈迈德一世在位期间（1603-1617）成为皇家产业。艾哈迈德一世之后的历任苏丹喜爱在此度假，阿卜杜勒-邁吉德一世和阿卜杜勒-阿齊茲一世在此修建了别墅。
耶尔德兹宫由奥斯曼帝国苏丹阿卜杜勒·哈米德二世始建于1880年。他离开位于博斯普鲁斯海峡旁的多爾瑪巴赫切宮，因为担心会受到来自海上的攻击。他命令著名意大利建筑师Raimondo D'Aronco扩建耶尔德兹宫，然后迁至此处。此宫遂成为奥斯曼政府的第四个驻地（前三任分别为埃迪尔内的旧宫，伊斯坦布尔的托卡比皇宮以及多爾瑪巴赫切宮）

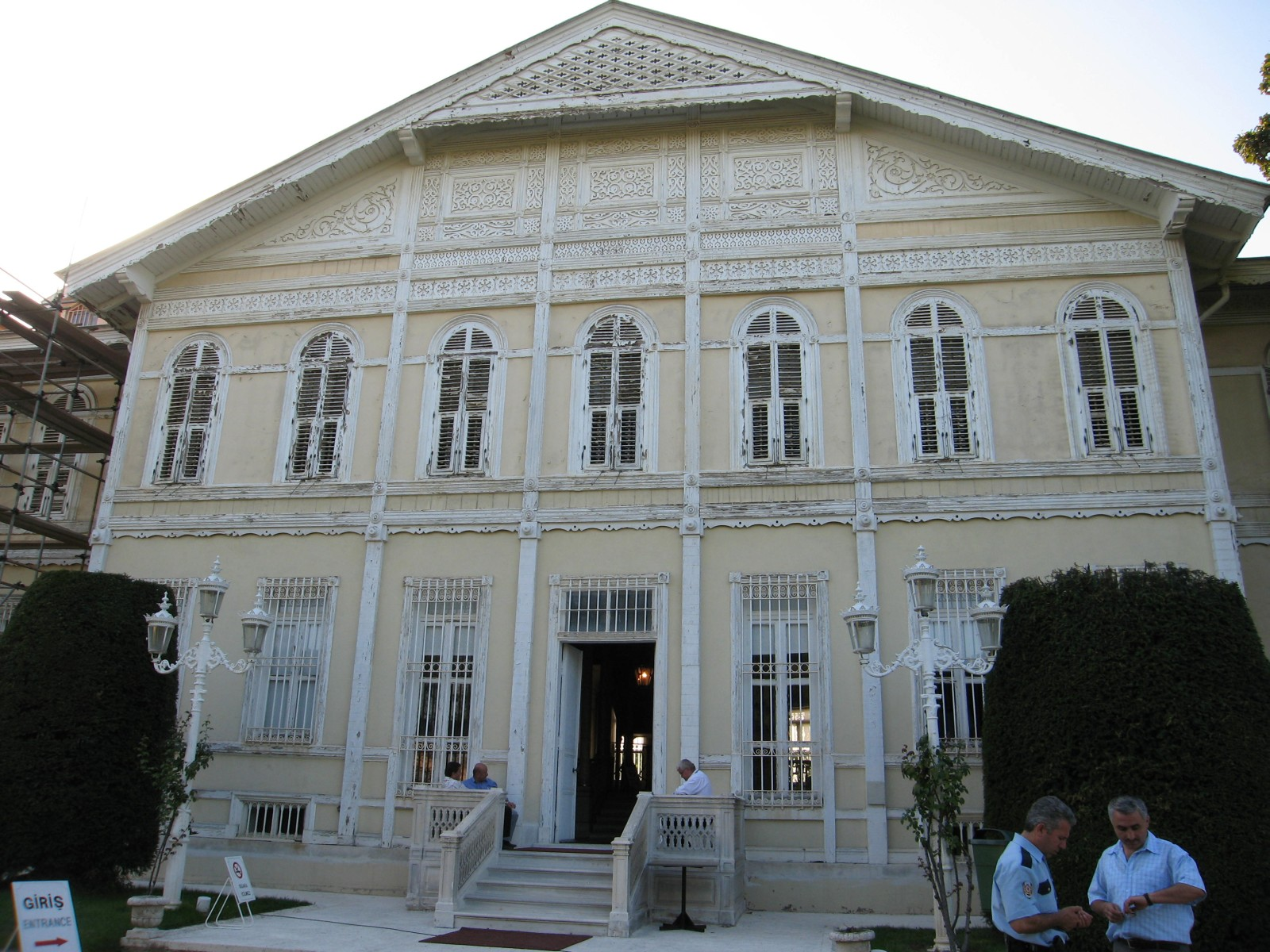

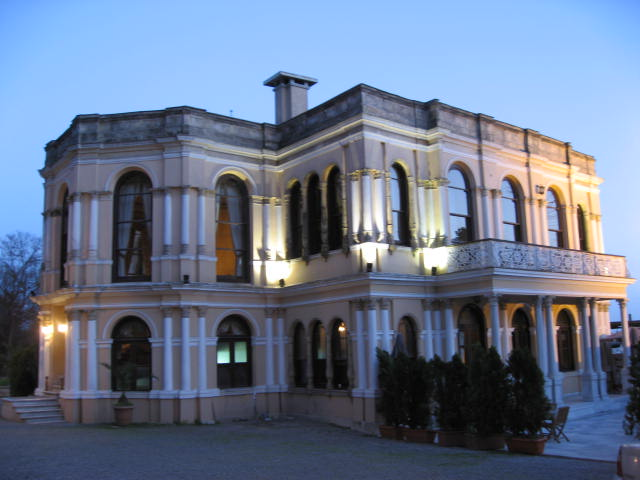
马耳他馆

奥斯曼帝国结束后，耶尔德兹宫曾改作豪华赌场，后来改为接待来访的国家元首和皇室的国宾馆。今天，它是一个博物馆，通常十一月在军械库举办伊斯坦布尔古董展。伊斯兰会议组织办事处也位于耶尔德兹宫内。 